# وادنا ایندیانا
وادنا ایندیانا (به انگلیسی: Wadena) یک منطقهٔ مسکونی در ایالات متحده آمریکا است که در شهرستان بنتون، ایندیانا واقع شده‌است. وادنا ایندیانا ۲۰ نفر جمعیت دارد و ۲۴۲٫۰۱ متر بالاتر از سطح دریا واقع شده‌است.